# Goldener Wagen
Goldener Wagen ist ein Weinberg unmittelbar nördlich der Hoflößnitz, im Stadtteil Oberlößnitz der sächsischen Stadt Radebeul, sowie ein Kulturdenkmal. Der ursprüngliche Staatsweinberg ist unter der Adresse Am Goldenen Wagen zu finden, westlich der Spitzhaustreppe. Der Weinberg ist namensgebend für die Einzellage Radebeuler Goldener Wagen, die die östlichste der drei Radebeuler Einzellagen innerhalb der Großlage Radebeuler Lößnitz bildet.

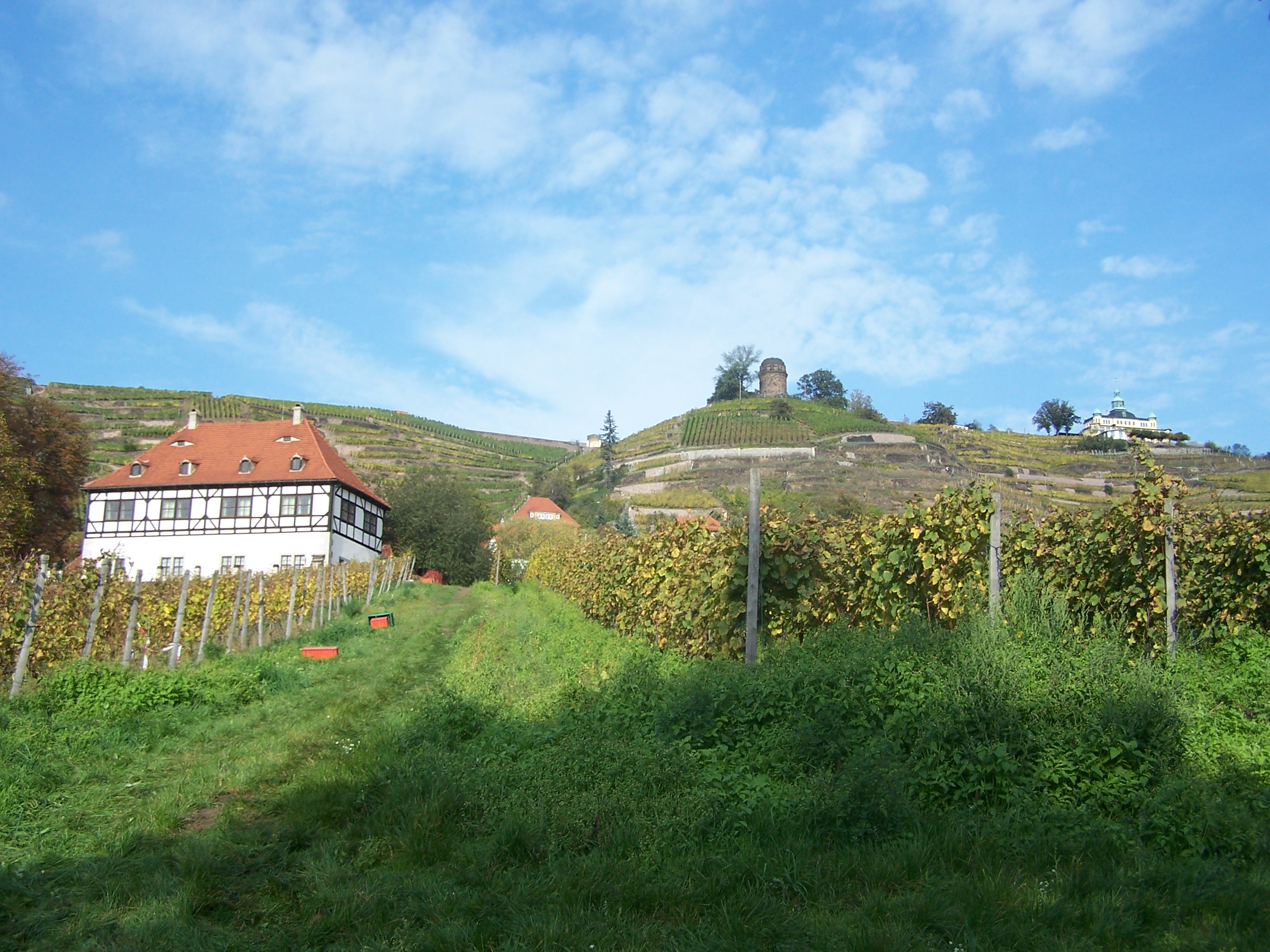
Hoflößnitz mit dem Weinberg Goldener Wagen (links im Hintergrund) sowie Bismarckturm, Spitzhaus und Weinberg Spitzhaus (rechts). Im Vordergrund der Schlossberg.

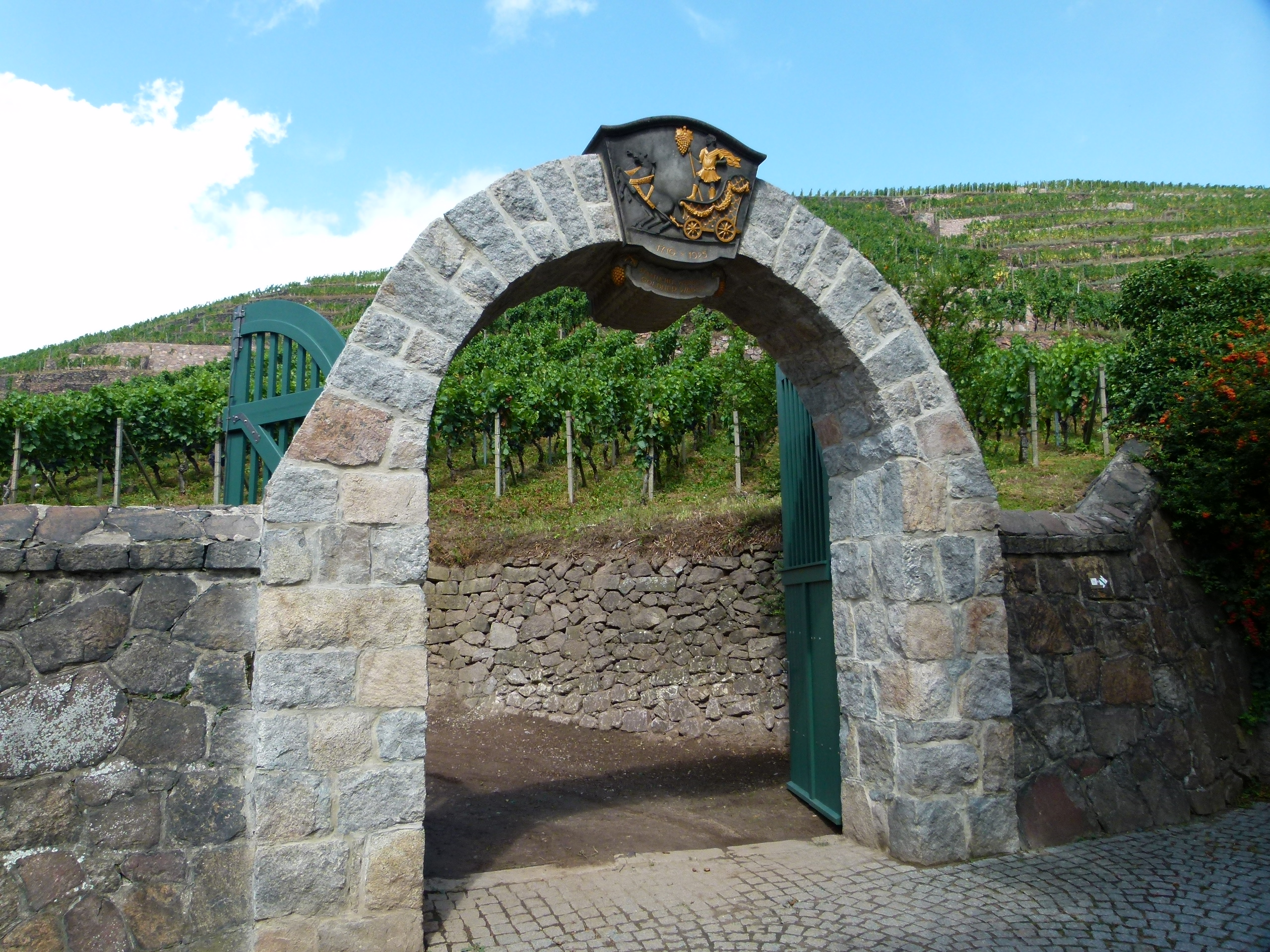
Toranlage zum Weinberg Goldener Wagen (2012 saniert und neu vergoldet)

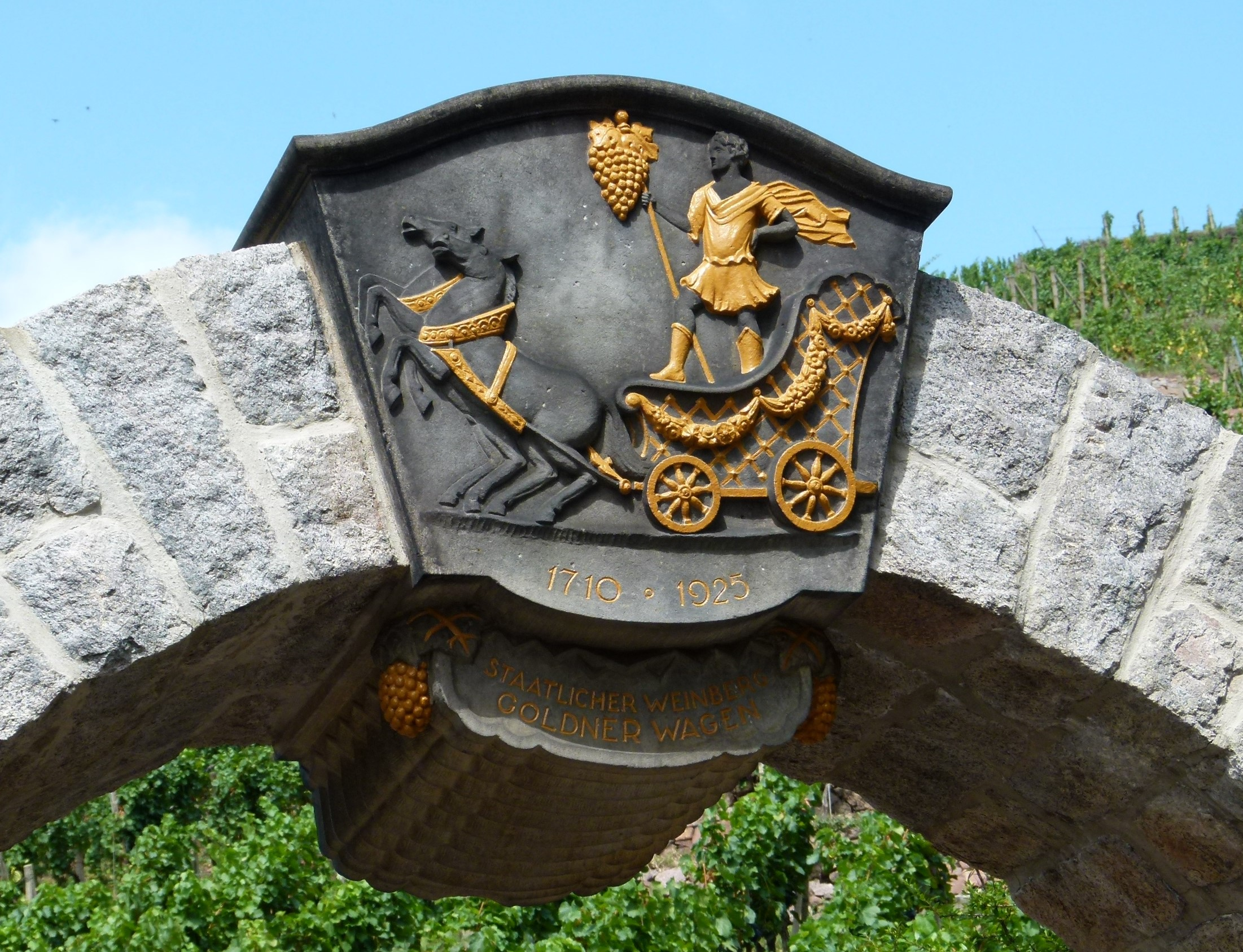
Der Goldene Wagen

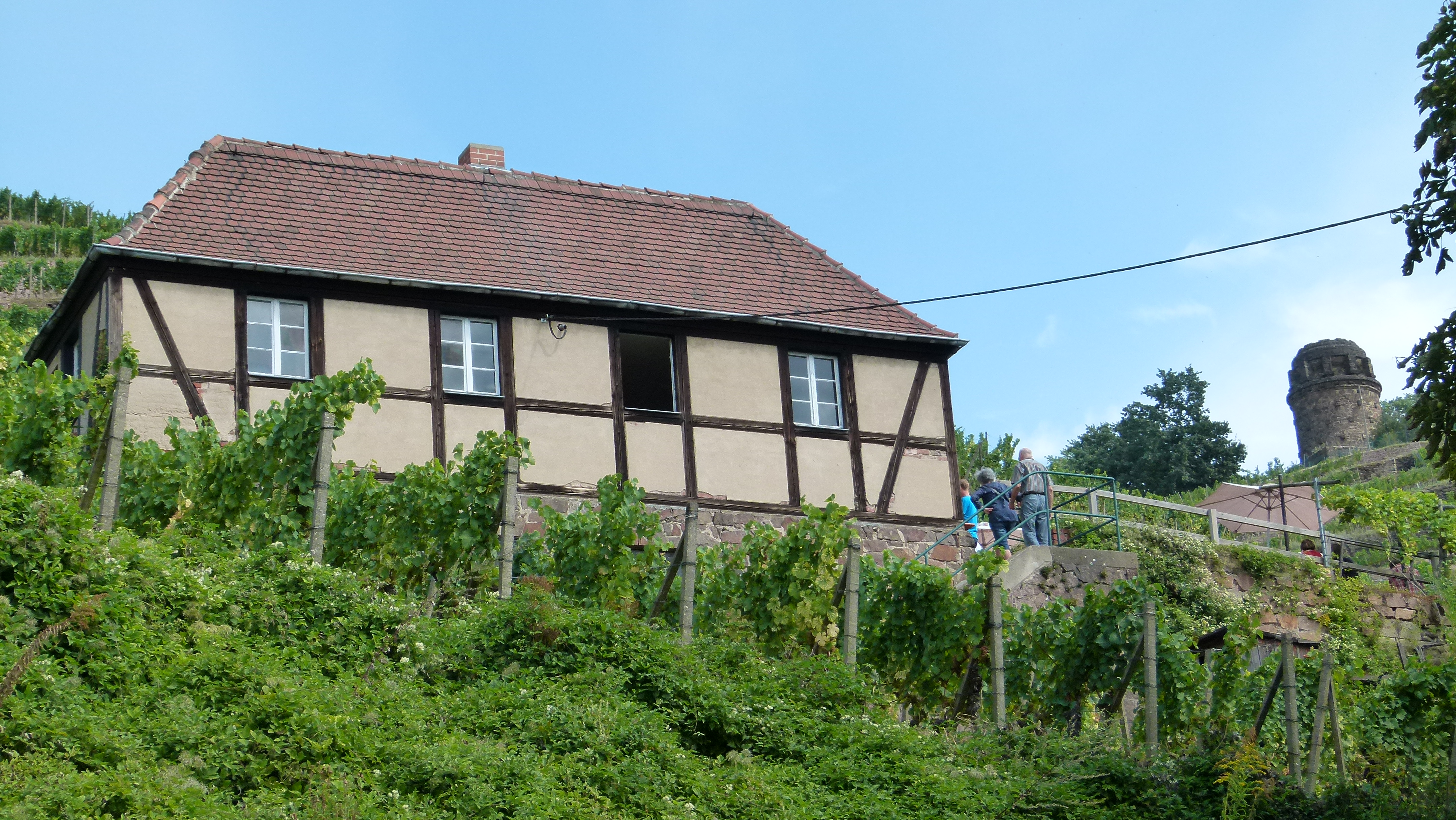
Das Gerätehaus, rechts im Hintergrund der Bismarckturm

Unter dem Namen Staatsweinberg Goldener Wagen ist die Weinbergslandschaft nördlich der Hoflößnitz eine eigene denkmalpflegerische Sachgesamtheit wie auch ein Werk der Landschafts- und Gartengestaltung, die vom Weinberg westlich der Spitzhaustreppe über den Weinberg unter dem Bismarckturm bis zum Weinberg unterhalb des Spitzhauses reicht, der dort unmittelbar an den Weinberg des Birkenhofs grenzt.

## Beschreibung
Die Steillage Goldener Wagen war bis zur Radebeuler Denkmalliste 2012 Bestandteil der denkmalpflegerischen Sachgesamtheit (Ensembleschutz) der Hoflößnitz wie auch der umgebenden denkmalgeschützten Weinbergslandschaft der Hoflößnitz als Werk der Landschafts- und Gartengestaltung und ist mit dieser ein Teil des Denkmalschutzgebiets Historische Weinberglandschaft Radebeul. Dazu liegt er auch im Landschaftsschutzgebiet Lößnitz. Der Staatsweinberg selbst ist zu Teilen im Besitz des Sächsischen Staatsweinguts Schloss Wackerbarth in Niederlößnitz in der Lage Radebeuler Johannisberg, ein anderer Teil im Westen wird durch andere Winzer bewirtschaftet, so z. B. durch Enrico Friedland von Kastler Friedland Winzer.
Im Weinberg Goldener Wagen befindet sich direkt neben der Spitzhaustreppe, relativ weit oben, das Mundloch eines historischen Wassergangs, der aus dem Berg kommt und zur Bewässerung diente. In ihm steht Wasser, das jedoch durch die Eingangsschwelle zurückgehalten wird.

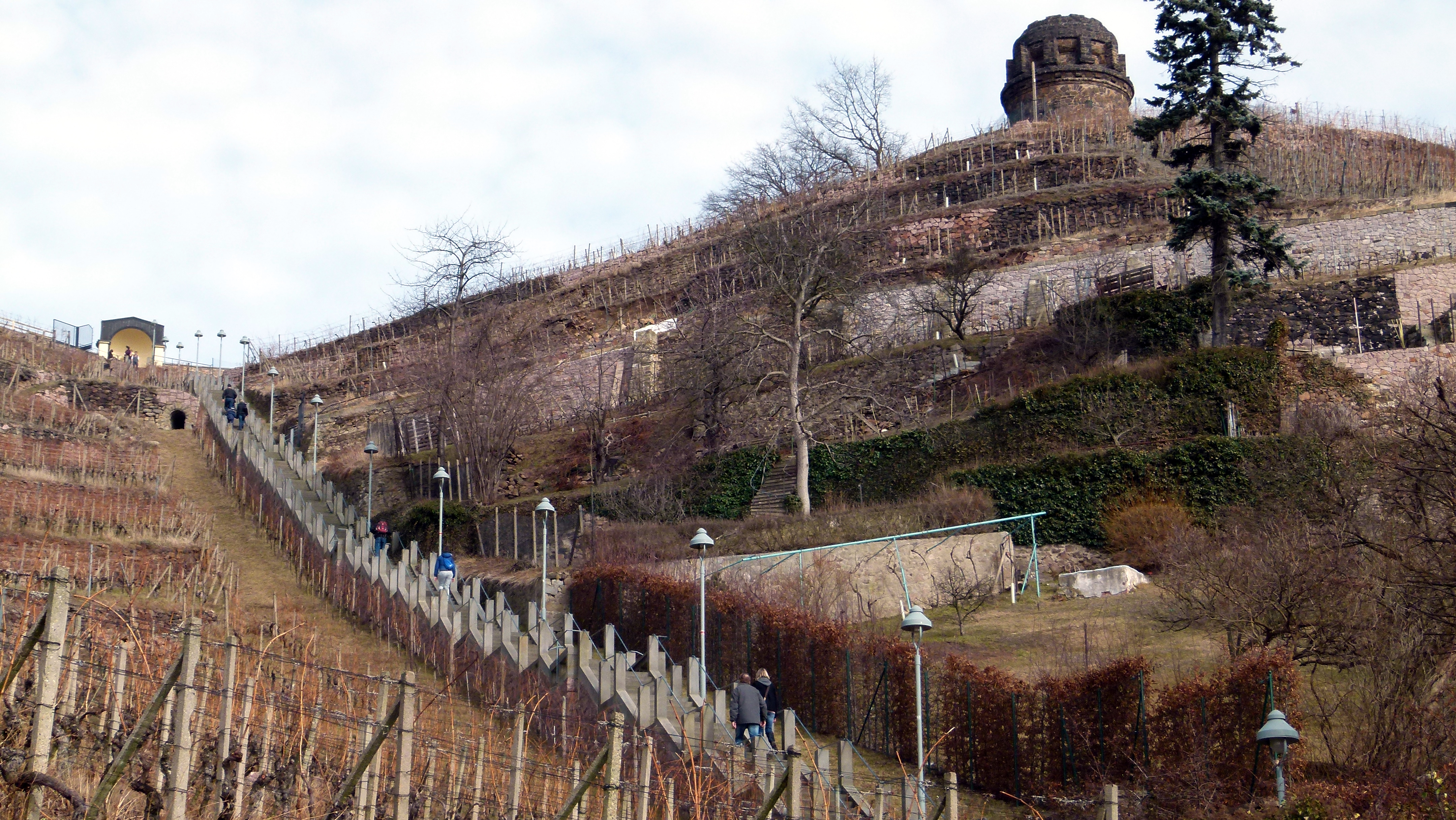
Mundloch oben neben der Spitzhaustreppe
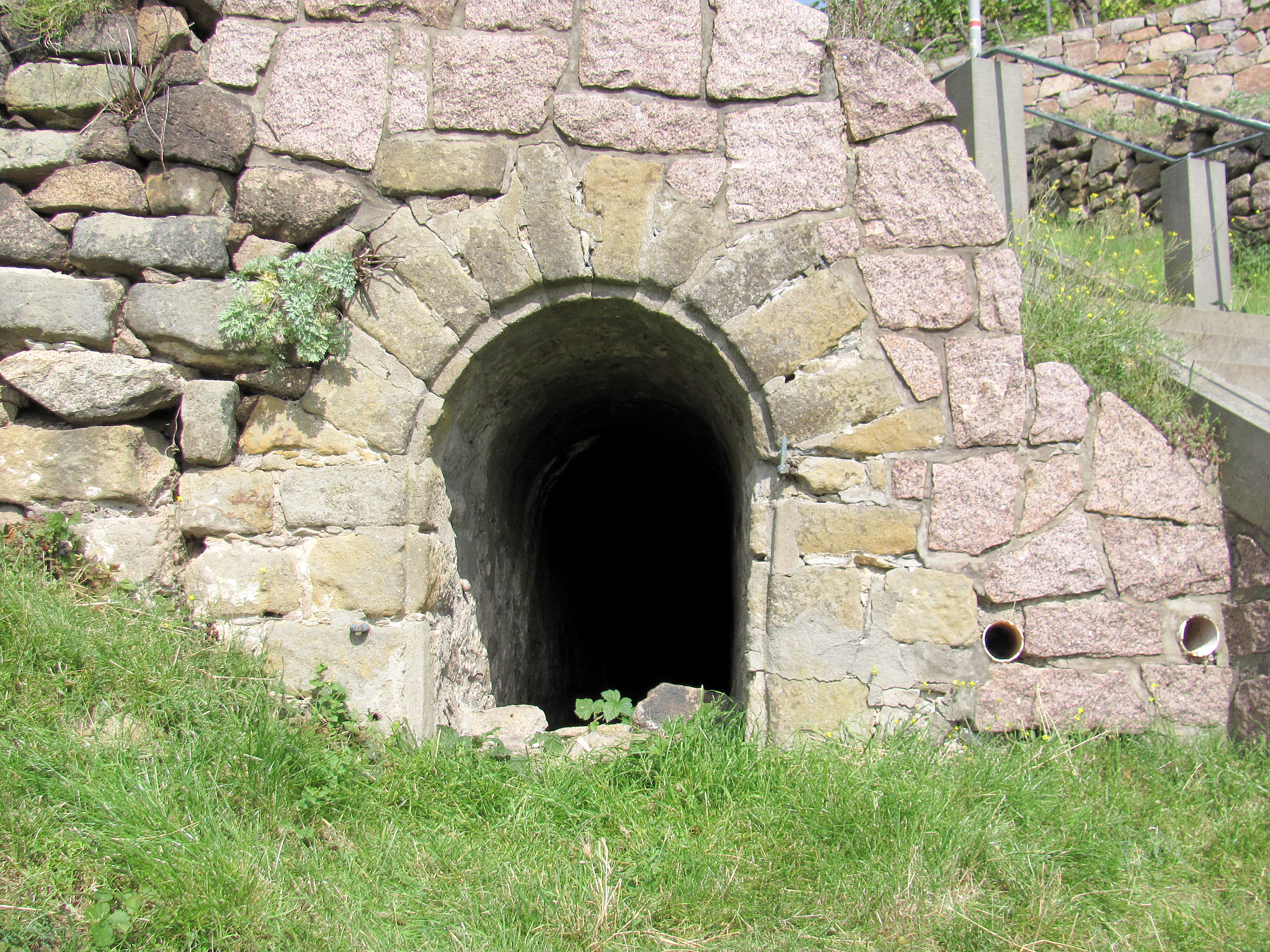
Mundloch im Goldenen Wagen
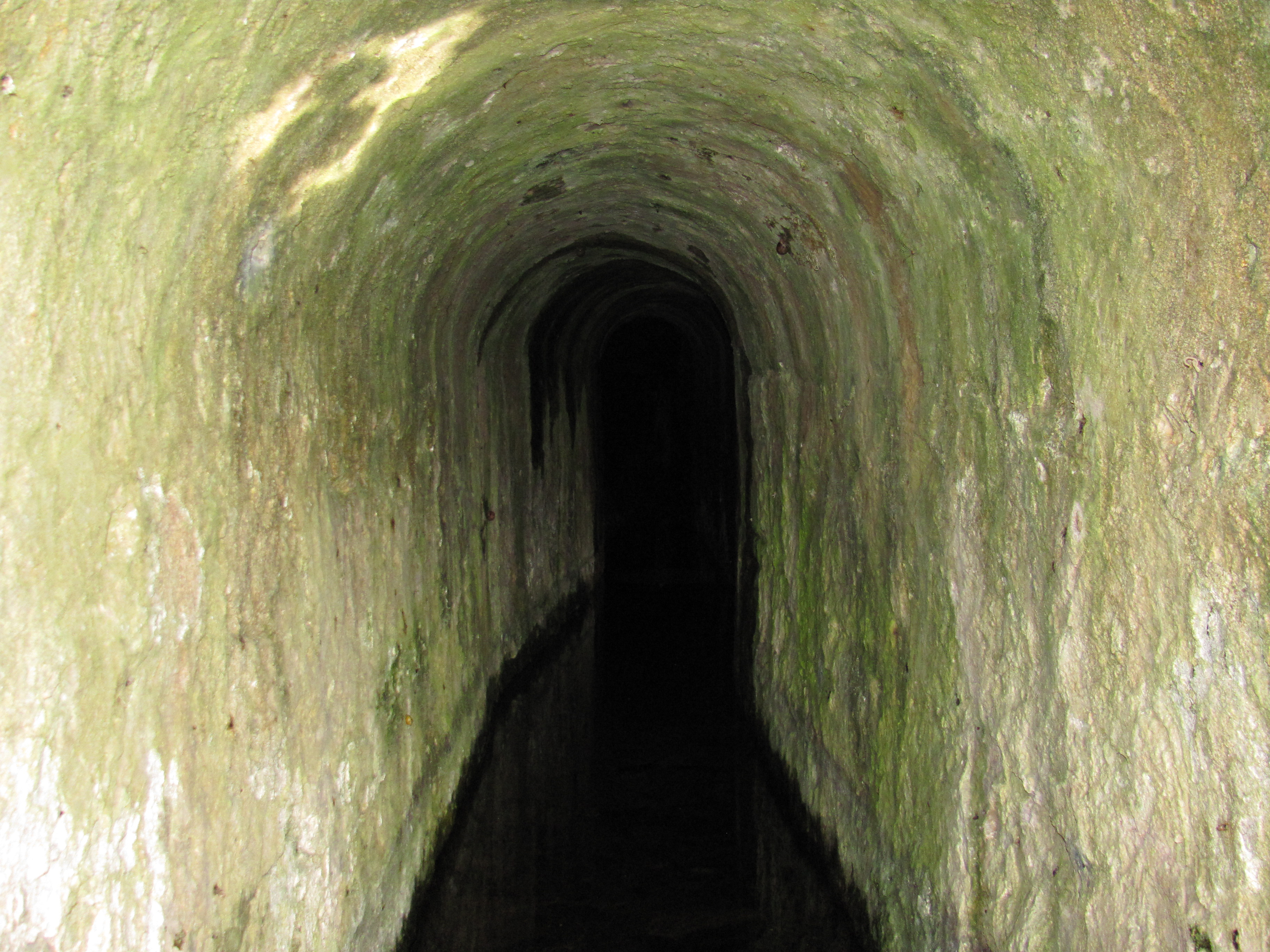
Wassergang im Goldenen Wagen
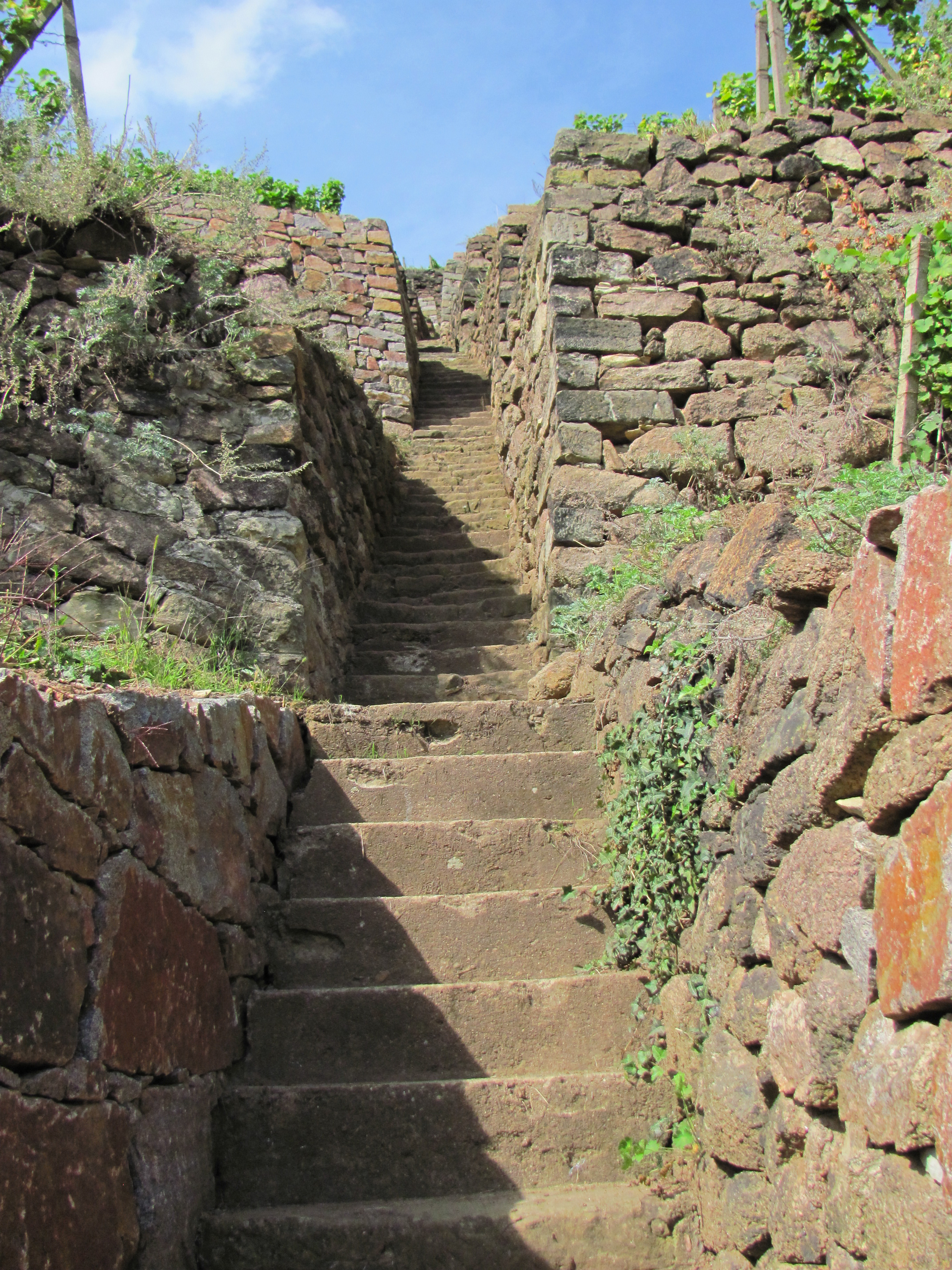
Treppe im Goldenen Wagen

Die markante Toranlage und das Gerätehaus des Staatsweinbergs stehen als Einzeldenkmale unter Denkmalschutz.

### Toranlage
Das Rundbogentor der markanten Toranlage besteht aus Natursteinblöcken, die durch einen Sandstein-Schlussstein gehalten werden. In diesem befindet sich das teilweise vergoldete Relief eines Pferdewagens, darauf die Allegorie des Herbstes (nach dem Motiv in Retzschs Winzerzug von 1840), darunter die Datierung 1710•1925. Abgesetzt unter dem Schlussstein wurde die ebenfalls vergoldete Inschrift STAATLICHER WEINBERG / GOLDNER WAGEN eingesetzt. In dem Portal befindet sich ein zweiflügeliges grünes Holztor.
Der Entwurf zu der 1925 errichteten Toranlage stammt von dem ortsansässigen Architekten Alfred Tischer.
Im Jahr 2012 wurde die Toranlage vom Betreiber, dem Sächsischen Staatsweingut Schloss Wackerbarth, saniert, insbesondere die Ausblühungen wurden beseitigt. Auf Veranlassung des ortsansässigen vereins für denkmalpflege und neues bauen erhielt der Goldene Wagen eine neue Vergoldung.

### Gerätehaus
Das sich am südlichen Rand des Weinbergs befindliche Gerätehaus aus Fachwerk hat ein ziegelgedecktes Walmdach. Das wie das Tor 1925 errichtete Gebäude im Heimatschutzstil sitzt auf einer Weinbergsterrassenmauer auf.

## Frühe Leipziger
An einer Trockenmauer steht der mit einem geschätzten Alter von 250 bis 350 Jahren viertälteste Rebstock der Welt und zweitälteste Hausrebstock Deutschlands. Es handelt sich bei der oder dem Frühen Leipziger um die Rebsorte Prié Blanc.

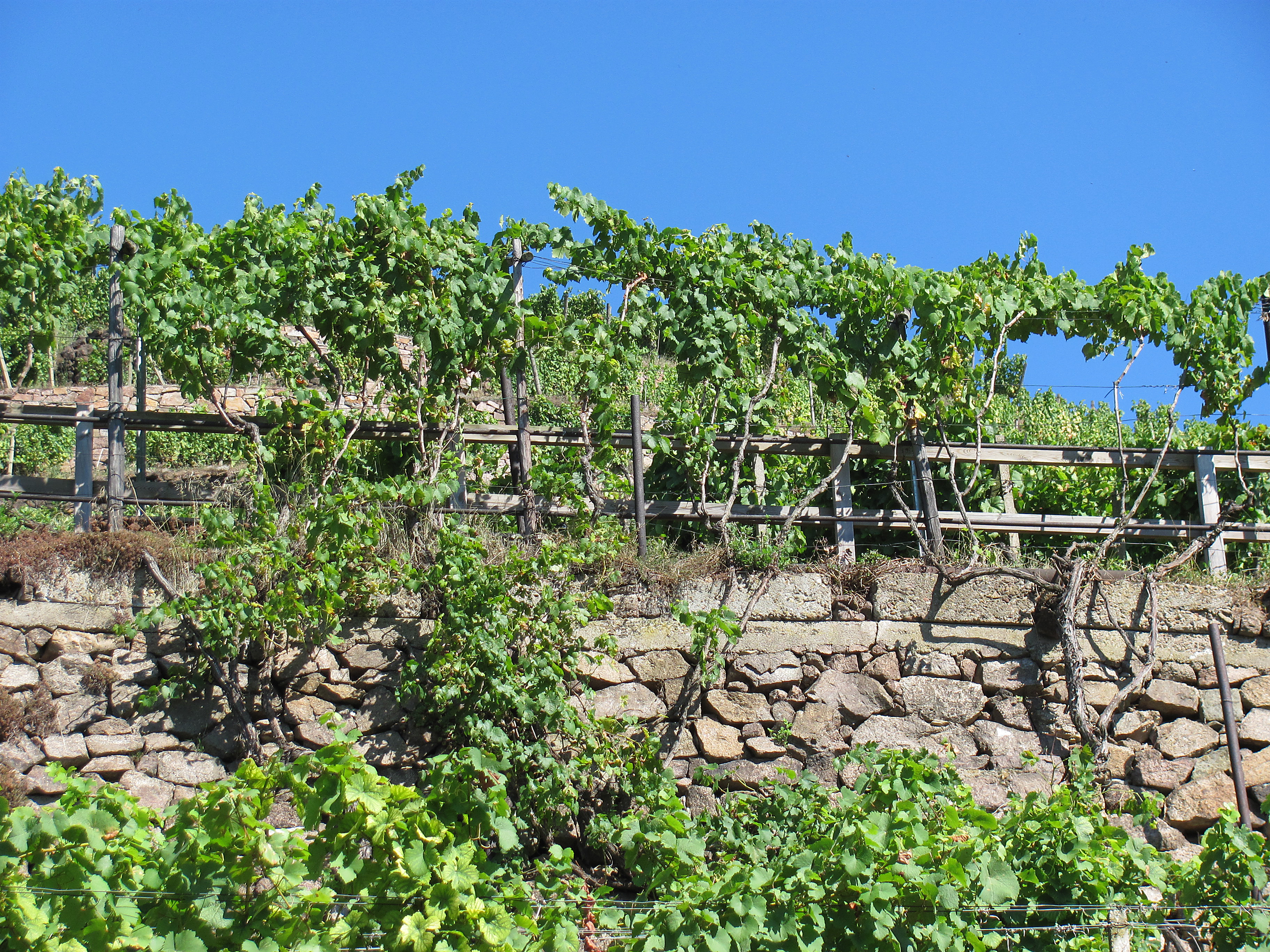
Frühe Leipziger (an und auf der Stützmauer) im September 2013
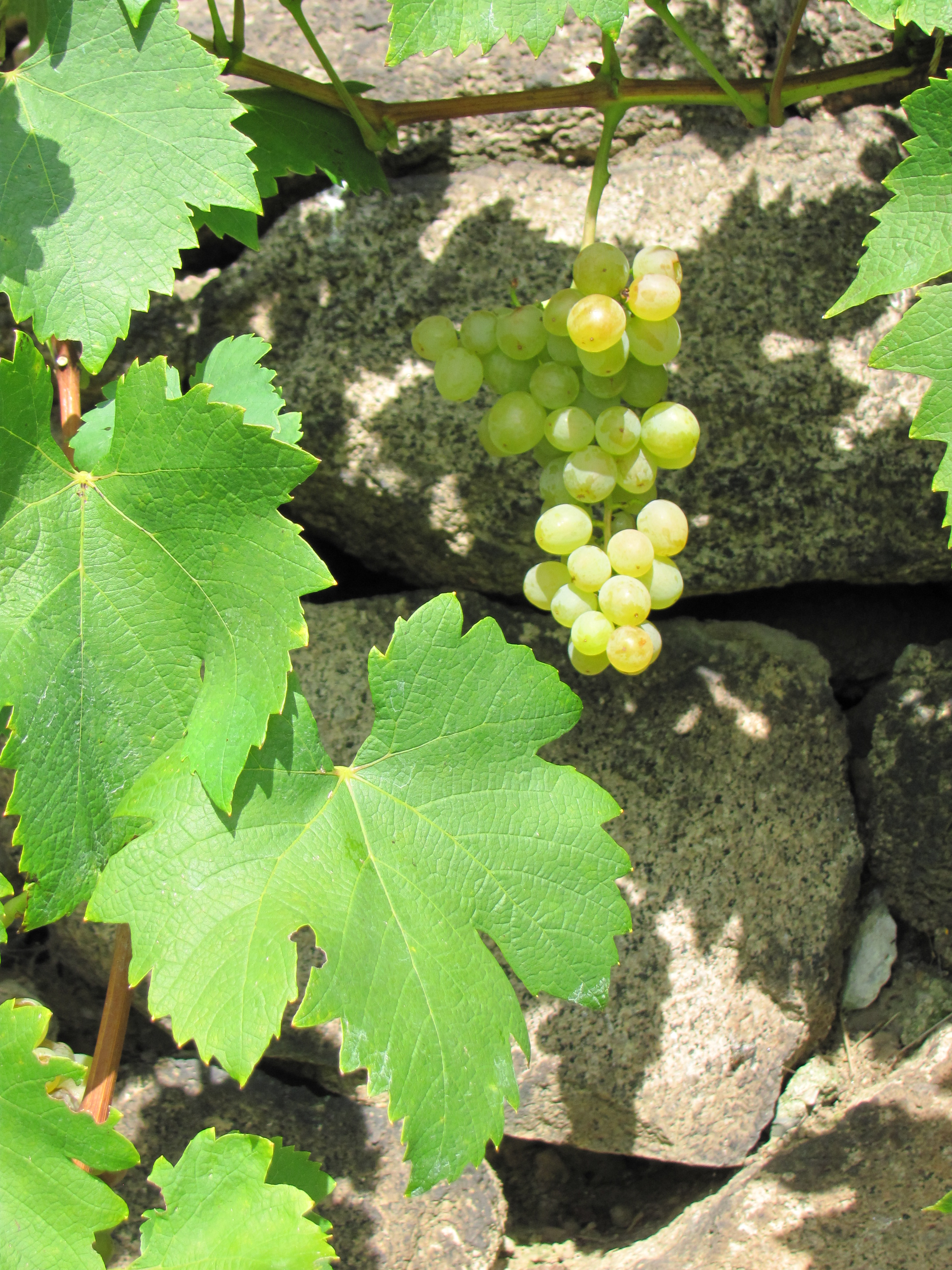
Frühe Leipziger (August 2014): Traube und Blatt
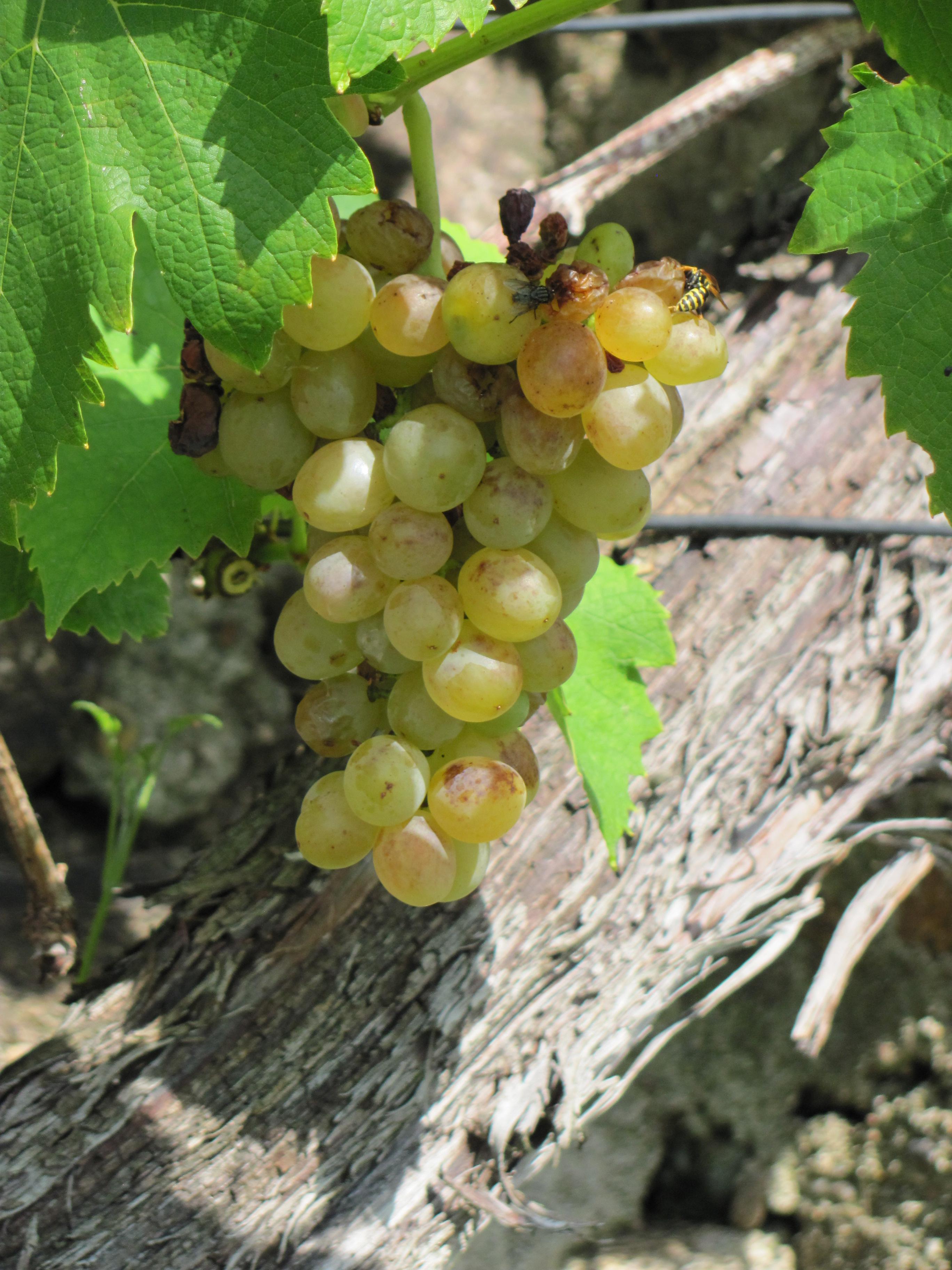
Frühe Leipziger (August 2014): Traube mit Insekten
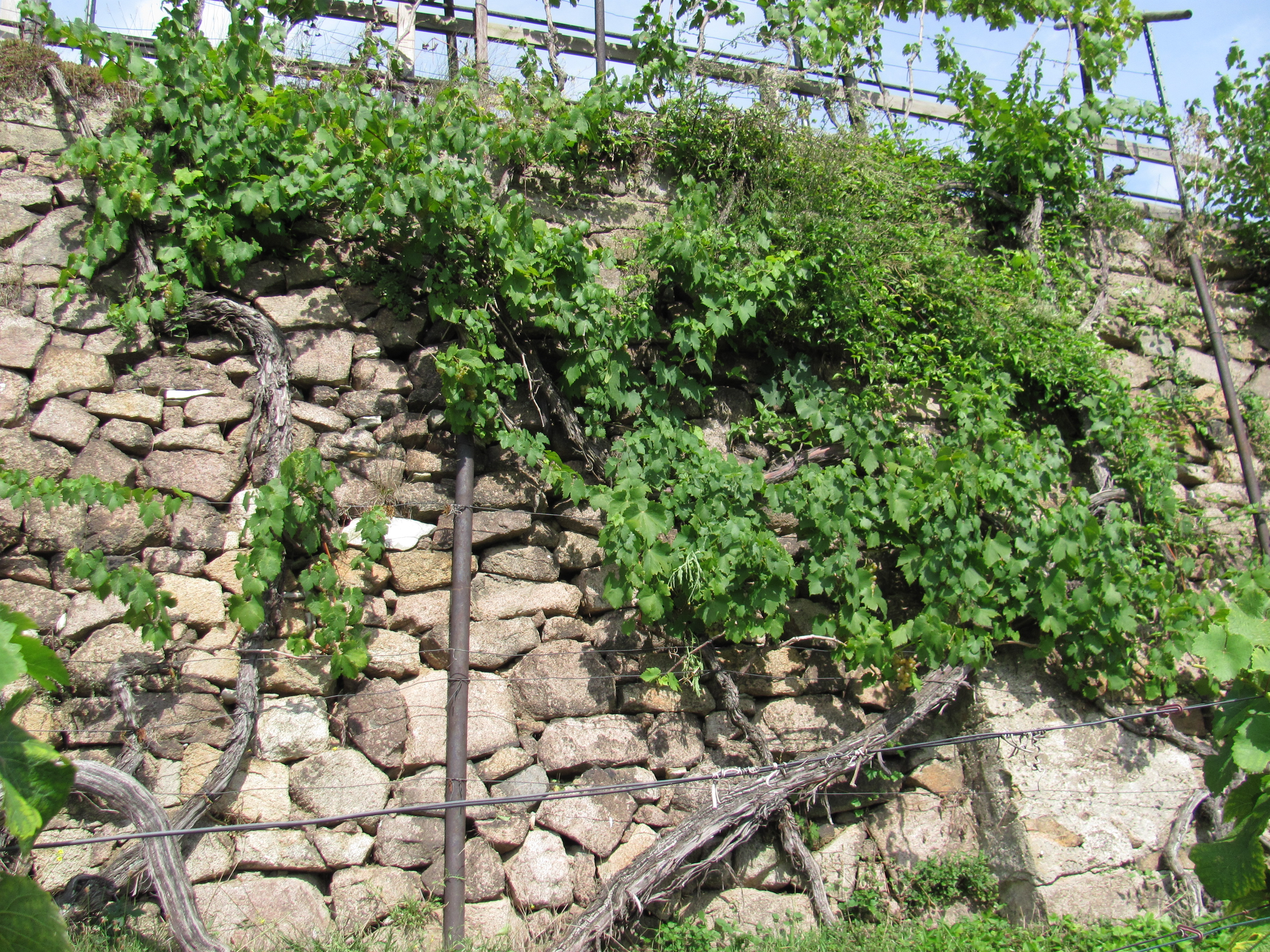
Frühe Leipziger (August 2014)
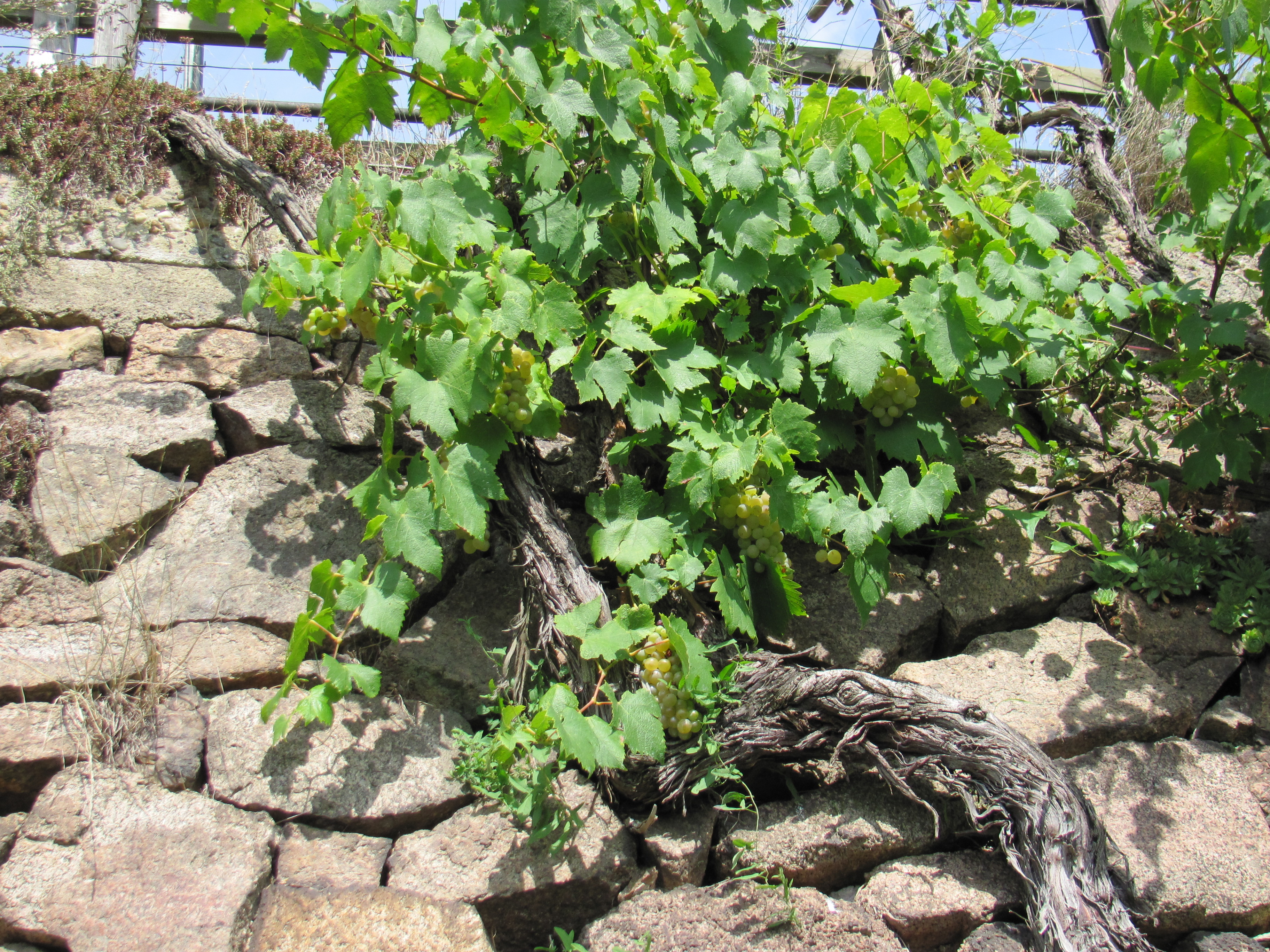
Frühe Leipziger (August 2014)
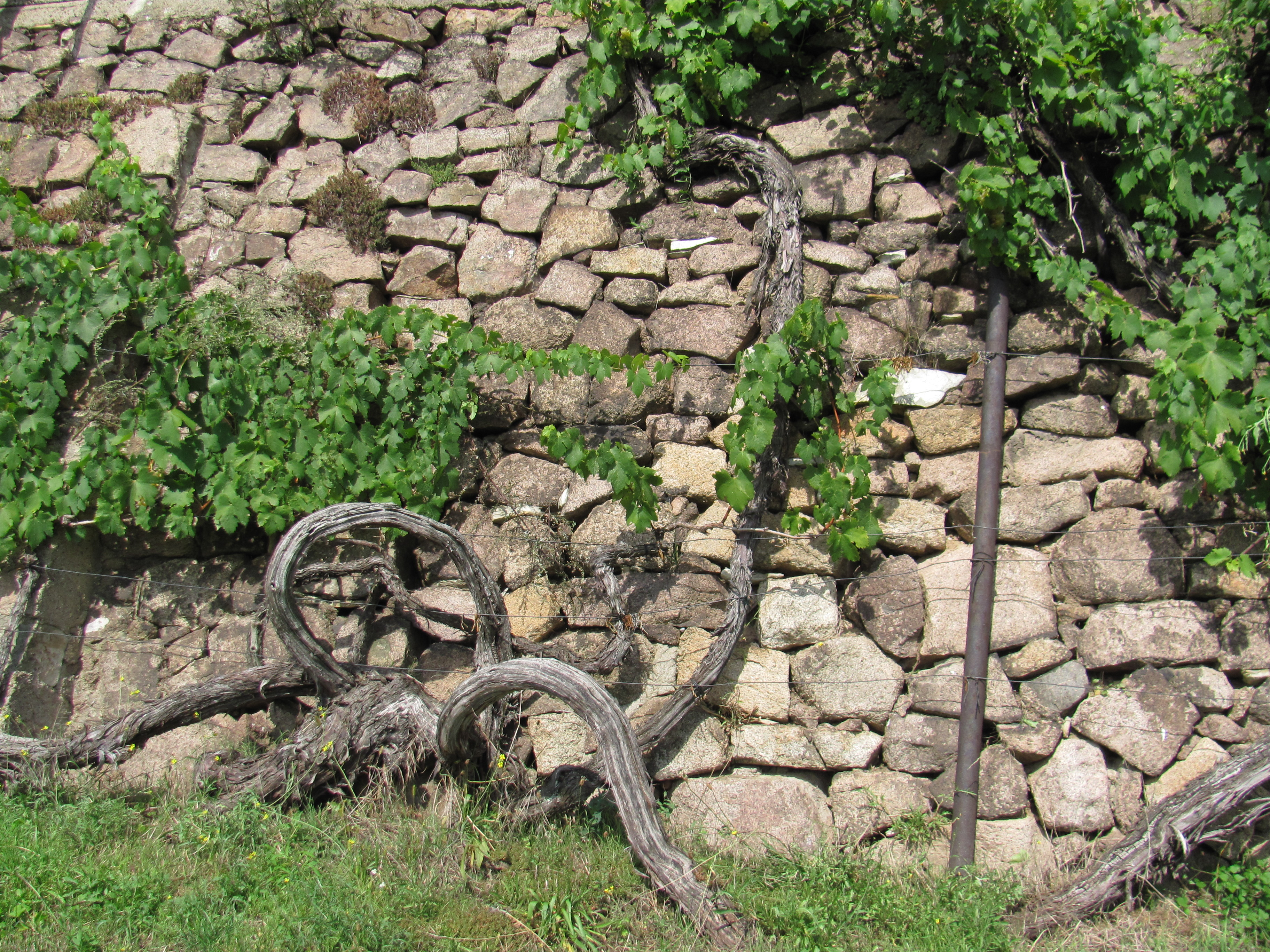
Frühe Leipziger: Stammknoten